# Andrzej Kowalczyk (aktor)
Andrzej Kowalczyk (ur. 20 grudnia 1952 w Koninie, zm. 16 marca 2021 w Katowicach) – polski aktor teatralny, filmowy i telewizyjny.
W 1978 ukończył studia na Wydziale Aktorskim Państwowej Wyższej Szkoły Teatralnej im. Ludwika Solskiego w Krakowie. Zadebiutował na scenie w sztuce Juliusza Kadena-Bandrowskiego Generał Barcz w Teatrze Dramatycznym im. Aleksandra Węgierki w Białymstoku, gdzie spędził dwa sezony 1978–1980, grając pod okiem Jerzego Zegalskiego, swojego późniejszego dyrektora w Teatrze Śląskim im. Stanisława Wyspiańskiego w Katowicach w latach 1981–1994. W latach 1980–1981 występował w Teatrze im. Stefana Żeromskiego w Kielcach. W 1994 związał się z Teatrem Rozrywki w Chorzowie, gdzie od lutego 2019 grał gościnnie.
Zagrał w dwóch filmach Kazimierza Kutza: Na straży swej stać będę (1983) i Śmierć jak kromka chleba (1994), a także dramacie Grzegorza Lewandowskiego Hiena (2006), biograficznym Jana Kidawy-Błońskiego Skazany na bluesa (2005) i biograficznym Leszka Dawida Jesteś Bogiem (2012). Można go było też dostrzec w serialach: Chłopi (1972), Blisko, coraz bliżej (1982), Rodzina Kanderów (1988), Święta wojna (2000, 2007), Pierwsza miłość (2008), Przyjaciółki (2016) i Barwy szczęścia (2019).